# Raisko
Raisko – niemiecki nazistowski podobóz Auschwitz-Birkenau, utworzony na terenie wsi Rajsko.

## Historia
Mieszkańców wsi Rajsko (niem. Raisko) wysiedlono wiosną 1941 r. Opuszczone zabudowania częściowo wyburzono, a pola uprawne przejęto na potrzeby obozowego gospodarstwa rolnego. Początkowo wszelkie prace wykonywali więźniowie, a od 1942 r. również więźniarki dochodzące z Auschwitz I i Birkenau.
Rozwój gospodarstwa spowodował, że w czerwcu 1943 r. z dotychczasowe obozowe gospodarstwo rolne przekształcono oficjalnie w podobóz Auschwitz. Podobóz miał kształt prostokąta, był otoczony ogrodzeniem z drutu kolczastego, który nie był podłączony do sieci elektrycznej. Lampy zamontowane na słupach oświetlały obóz. Nie zbudowano wież strażniczych. W nocy SS pilnowało ogrodzenia. Baraki były prymitywne, posiadały okna, ale nie miały bieżącej wody i kanalizacji. W jednej ze stodół urządzono łaźnie i latryny. W podobozie Raisko znajdowały się dwie bramy, jedna dla obozu jenieckiego, a druga dla celów handlowych. Przy głównej bramie znajdowała się kuchnia obozowa i wartownia SS. Podobóz Raisko obejmował izbę chorych z dziesięcioma łóżkami dla więźniów, którzy nie byli ciężko chorzy. Więcej ciężko chorych więźniów wracano do Auschwitz II-Birkenau. Z księgi przyjęć do izby chorych wynika, że w okresie od 17 czerwca 1943 r. do 4 stycznia 1945 r. leczono 438 chorych więźniów. Apele odbywały się dwa razy dziennie i były nadzorowane przez SS-Aufseherinnen. Więźniarki miały do dyspozycji pojedyncze łóżka, sienniki oraz koce. W okresie zimowym baraki były ogrzewane. Zimą nosiły pasiaki, latem niebieskie sukienki, płócienne fartuchy, a na głowach białe chustki. Do dyspozycji więźniarek był również prowizoryczny szpital. W przypadku poważnych zachorowań pacjentki odsyłano do Brzezinki.
Więźniarki zostały na stałe osadzone w podobozie i zatrudnione w dwóch komandach: ogrodnictwo i hodowla roślin. W pierwszym z nich uprawiały w szklarniach warzywa na potrzeby SS, hodowały kwiaty, a także uprawiały pobliskie pola. Ponadto przy komandzie ogrodniczym działał punkt sprzedaży, w którym esesmani, członkowie ich rodzin oraz pracownicy cywilni mogli kupować warzywa, owoce i kwiaty. Więźniarki drugiego komanda pracowały w stacji doświadczalnej, gdzie do ich najważniejszych zadań należało przeszczepienie na grunt europejski rośliny, pochodzącej z Azji, o nazwie kog sagiz, której korzeń zawierał substancję kauczukową, a następnie uzyskanie odmiany o możliwie największej zawartości tej substancji. Pozyskany tą drogą kauczuk miał służyć do produkcji gumy. Łączny stan obu komand wynosił od 250 kobiet w czerwcu 1943 r. do 320 w lipcu następnego roku. Wśród więźniarek, zwłaszcza w początkowym okresie, przeważały Polki, oprócz nich były tam również Żydówki, a także Rosjanki, Francuzki, Jugosłowianki i Niemki. Wiele więźniarek posiadało wyższe wykształcenie w zakresie biologii, chemii czy agronomii. Prócz nich zatrudnieni byli również pracownicy cywilni – naukowcy, głównie z Rosji.
W podobozie znajdowało się pięć ogrodzonych baraków: w dwóch mieszkały więźniarki, w pozostałych mieściły się pracownia, w której gotowano kog sagiz i pozyskiwano kauczuk, kuchnia oraz umywalnia i ubikacje. W sąsiedztwie podobozu znajdowały się szklarnie, laboratorium oraz pola doświadczalne i uprawne. Oprócz stałych grup roboczych w Raisko zatrudnieni byli również więźniowie z komand dochodzących: prowadzili oni magazyn narzędzi, wykonywali konserwację urządzeń, a także prace budowlane. Ze względu na konieczność utrzymania czystości i precyzję prowadzonych badań, warunki w podobozie były znacznie lepsze niż w Birkenau. Więźniarki mieszkały w ogrzewanych barakach, spały w łóżkach z pościelą, myły się w ciepłej wodzie, chodziły w czystych ubraniach, lepiej się odżywiały. Z drugiej strony były często kontrolowane i np. za posiadanie niedozwolonych przedmiotów z Kanady karane chłostą, dodatkową pracą lub osadzeniem w karnej kompanii.
Podobóz podlegał kierownikowi gospodarstw rolnych w KL Auschwitz SS‑Obersturmbannführerowi dr. Joachimowi Caeserowi, pracami komanda ogrodniczego kierował SS‑Rottenführer Hermann Grell, natomiast komanda hodowli roślin SS‑Obersturmführer dr Heinz Schattenberg. Kierowniczkami podobozu były SS-Aufseherinnen, m.in. Florentine Cichon, Johanna Bormann, Elizabeth Hasse, Annelise Franz.
Podobóz został zlikwidowany 18 stycznia 1945 r., a więźniarki zmuszono do marszu śmierci w kierunku Wodzisławia Śląskiego, skąd przewieziono je pociągiem do obozu Ravensbrück. Po wojnie baraki rozebrano i rozbudowano Stację Hodowli Roślin Ogrodniczych.
Dotychczas ofiary podobozu Raisko nie zostały upamiętnione w miejscowości.